# تارجي يوهانسن
تارجي يوهانسن هو سياسي نرويجي، ولد في 31 أغسطس 1941 في تروندهايم في النرويج. نشط حزبياً في الحزب الليبرالي. وقد انتخب عضو برلمان النرويج ‏ عن دائرة Akershus (Storting constituency) ‏ وقد انضم خلال فترته النيابية ‏ (1 أكتوبر 1997 – 30 سبتمبر 2001) للكتلة البرلمانية الحزب الليبرالي.